# توم تالبرت
توم تالبرت (بالإنجليزية: Tom Talbert)‏ هو عازف جاز أمريكي، ولد في 4 أغسطس 1924 في Crystal Bay, Minnesota ‏ في الولايات المتحدة، وتوفي في 2 يوليو 2005 في لوس أنجلوس في الولايات المتحدة.

## وصلات خارجية
- توم تالبرت على موقع IMDb (الإنجليزية)
- توم تالبرت على موقع ميوزك برينز (الإنجليزية)
- توم تالبرت على موقع أول ميوزيك (الإنجليزية)
- توم تالبرت على موقع ديسكوغز (الإنجليزية)